# Urmia (Verwaltungsbezirk)
Urmia (persisch شهرستان ارومیه) ist ein Schahrestan in der Provinz West-Aserbaidschan im Iran. Er enthält die Stadt Urmia, welche die Hauptstadt des Verwaltungsbezirks ist. 

## Demografie
Bei der Volkszählung 2016 betrug die Einwohnerzahl des Schahrestan 1.040.565. Die Alphabetisierung lag bei 86 Prozent der Bevölkerung. Knapp 72 Prozent der Bevölkerung lebten in urbanen Regionen.
| Zensusjahr | Einwohnerzahl |
| ---------- | ------------- |
| 2011       | 963.738       |
| 2016       | 1.040.565     |